# Phyllis nobla
Phyllis nobla é uma espécie de planta com flor pertencente à família Rubiaceae. 
A autoridade científica da espécie é L., tendo sido publicada em Species Plantarum 1: 232. 1753.

## Portugal
Trata-se de uma espécie presente no território português, nomeadamente no Arquipélago da Madeira.
Em termos de naturalidade é endémica da Região Macaronésia.
No Arquipélago da Madeira ocorre na Ilha da Madeira, no Porto Santo e nas Desertas. Não ocorre nas Selvagens.

## Protecção
Não se encontra protegida por legislação portuguesa ou da Comunidade Europeia.